# Le Bleymard
Le Bleymard is een plaats en voormalige gemeente in het Franse departement Lozère in de regio Occitanie en telt 446 inwoners (1999). De plaats maakt deel uit van het arrondissement Mende.

## Geschiedenis
Le Bleymard is op 1 januari 2017 gefuseerd met de gemeenten Bagnols-les-Bains, Belvezet, Chasseradès, Mas-d'Orcières en Saint-Julien-du-Tournel tot de gemeente Mont Lozère et Goulet. 

## Geografie
De oppervlakte van Le Bleymard bedraagt 16,3 km², de bevolkingsdichtheid is 27,4 inwoners per km².
De onderstaande kaart toont de ligging van Le Bleymard met de belangrijkste infrastructuur en aangrenzende gemeenten.

## Demografie
Onderstaande figuur toont het verloop van het inwonertal.
Bagnols-les-Bains · Belvezet · Le Bleymard · Chasseradès · Mas-d'Orcières · Saint-Julien-du-Tournel